# Преображенський собор (Ізюм)
Свято-Преображенський собор у місті Ізюм, Харківської області, одна з найстарших кам'яних споруд міста і Слобожанщини, яка дійшла до наших часів з козацьких споруд. 
Собор знаходиться на правому березі річки Сіверський Донець, на пагорбі під горою Кременець у південній частині міста. Свято-Преображенський собор був і залишається висотною домінантою старої (нині центральної) частини міста. Побудований практично одночасно з фортецею, він був складовою частиною фортифікаційних споруд, пізніше саме навколо нього складався архітектурний ансамбль центру міста.

## Історія
Собор будувався на кошти полковників Ізюмського полку Костянтина Донець-Захаржевського і Федора Шидловського. Був побудований у 1682—1684 роках у стилі українського бароко артіллю майстрів, яка пізніше будувала Покровський собор у Харкові, будувала храми в Ніжині та Батурині. Незважаючи на принципову відмінність об'ємно-просторових рішень, чітко простежується схожість їх архітектурних деталей. У 1684 був освячений. Майстри використовували традиційні форми народного культового зодчества: по композиції Свято-Преображенський собор нагадує трьохсрубні дерев'яні храми з окремою дзвіницею.
У 1751 році був проведений капітальний ремонт собору. У 1831 р. на північ від собору побудовано другу дзвіницю собору з теплим храмом на честь Тихвинської ікони Божої Матері. Церква продовжувала добудовуватися у наступні роки в кілька етапів, основні добудови були зроблені у 1846 та 1866 роках. Зокрема у 1866 році були добудовані двосвітний притвор та триярусна дзвіниця із західного боку. Довгий час на його стінах зберігалися трофейні військові регалії, здобуті ізюмчанами у багатьох походах і війнах. Справжньою реліквією храму було напрестольне Євангеліє, прикрашене срібним з позолотою окладом — подарунок царя Петра І після Полтавської битви. 12-25 вересня 1825 року в соборі молився російський імператор Олександр І. 
У 1902–1903 роках собор був перебудований за проєктом єпархіального архітектора Михайла Ловцова. У процесі перебудови розібрані бічні грушоподібні бані й замість них надбудовані цибулясті. Змінено форму центральної бані, на стінах по верху надбудовані кокошники. Внаслідок цих змін собор набув невластивих для нього раніше рис «псевдоросійського» або «неоросійського стилю».
У 30-их роках минулого століття припинилися богослужіння, у будівлі собору було розміщено районну бібліотеку. У 1938 році була повністю зруйнована каплиця імені Тихвінської ікони Божої Матері. Преображенський собор був осквернений, розграбований і часто використовувався під склади. Восени 1941 р. під час відступу радянських військ, дзвіницю (яка примикала до правого боку вівтарного купола) підірвали сапери Ізюмського винищувального загону. Під час війни також були зруйновані бічні декоративні баньки та західний притвор.
У 1952 р. Комітет у справах архітектури ухвалив рішення про відновлення храму в первісному вигляді. Реставраційні роботи тривали у 1953—1955 роках за проєктом Маріоніли Говденко. Під час реставрації, були розібрані усі пізніші прибудови та відтворені первісні форми та деталі. Використовувалася спеціальна цегла, виготовлена за зразками оригінальної. Наступні роботи були проведені в 1983 році, коли замінили покриття дахів та бань і зміцнили попружні арки.

## Архітектура
Собор побудований за характерним для української церковної архітектури XVII сторіччя типом хрещатої п'ятидільної дерев'яної церкви. Будівля має гранчасті рамена та прикрашена п'ятьома двозаломними банями. Перехід до верхніх восьмериків виконаний за допомогою плоских трикутних пандатив. Використання широких трицентрових попружних арок, стягнутих парними залізними затяжками, дозволило зробити простір інтер'єру собору єдиним. Завдяки розміщенню в основі центральної бані світлового восьмерика зрізаної восьмигранної піраміди, вона є вищою від бокових бань.
Декор екстер'єру виконаний в стилістиці українського Відродження, також використовувалися окремі деталі московської архітектури. Для підкреслення ребер граней використані лопатки з наріжними консольними півколонками з перехватами. 

## Галерея

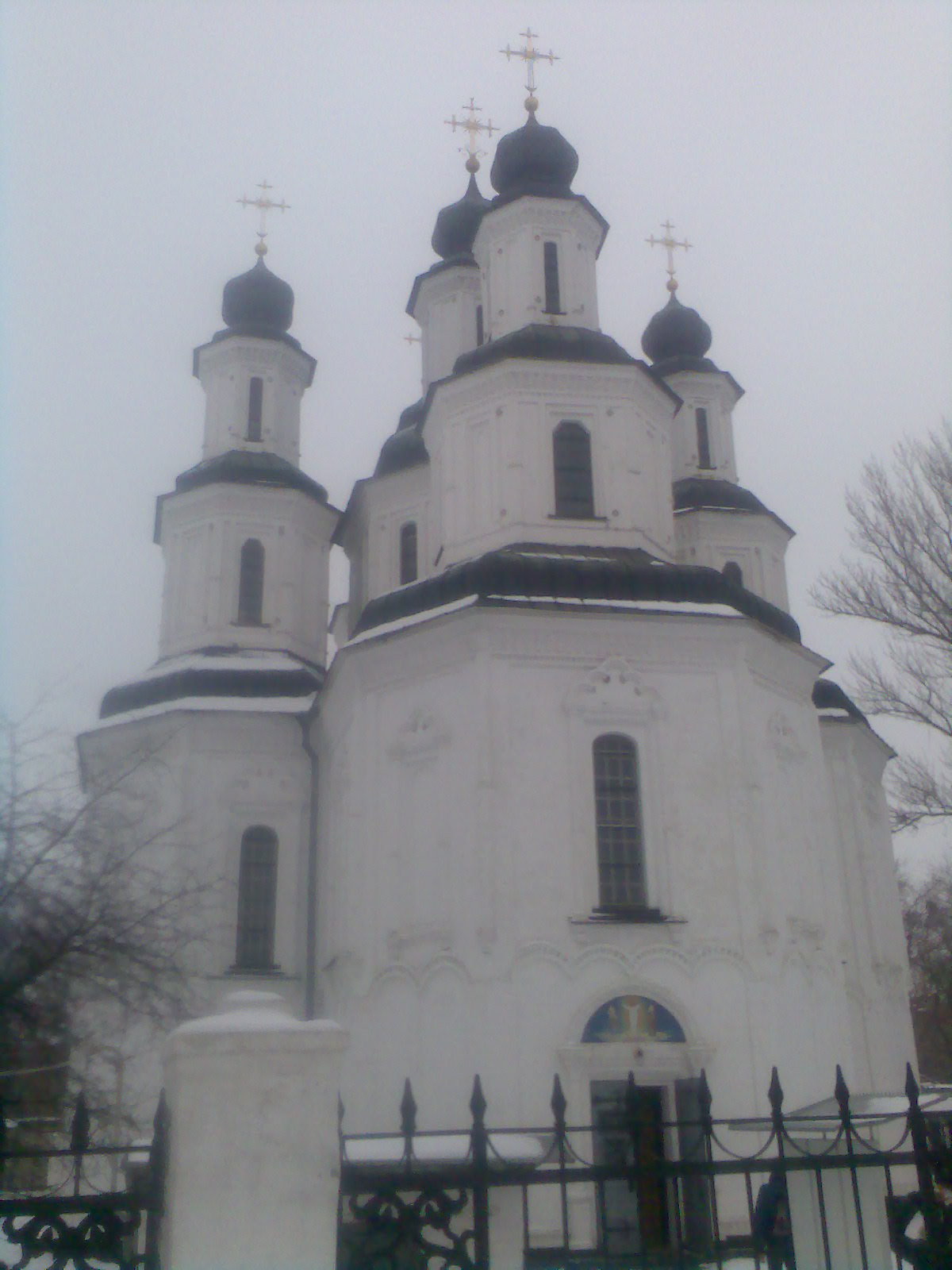
Свято-Преображенський собор взимку, вигляд спереду
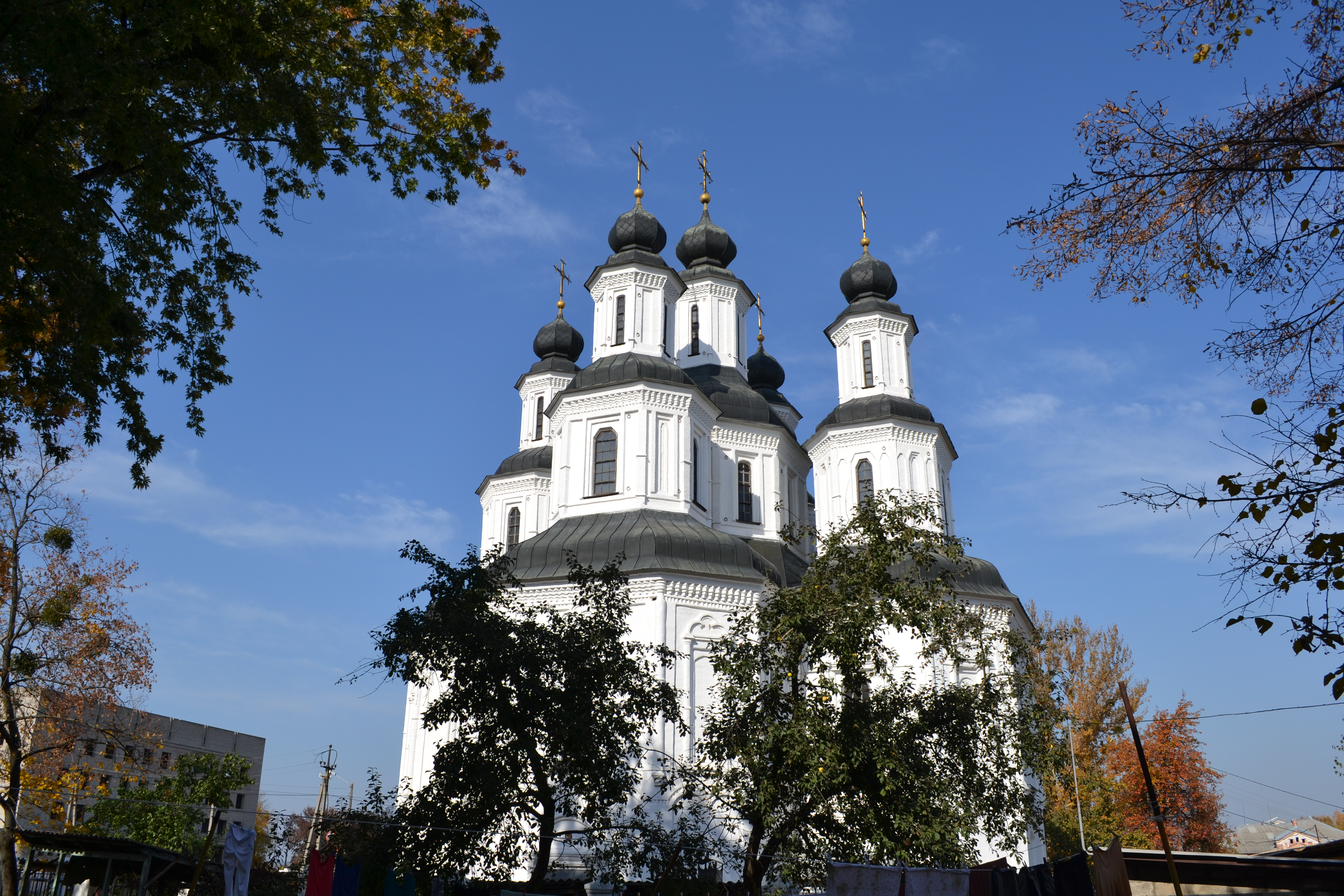
Свято-Преображенський собор вигляд спереду
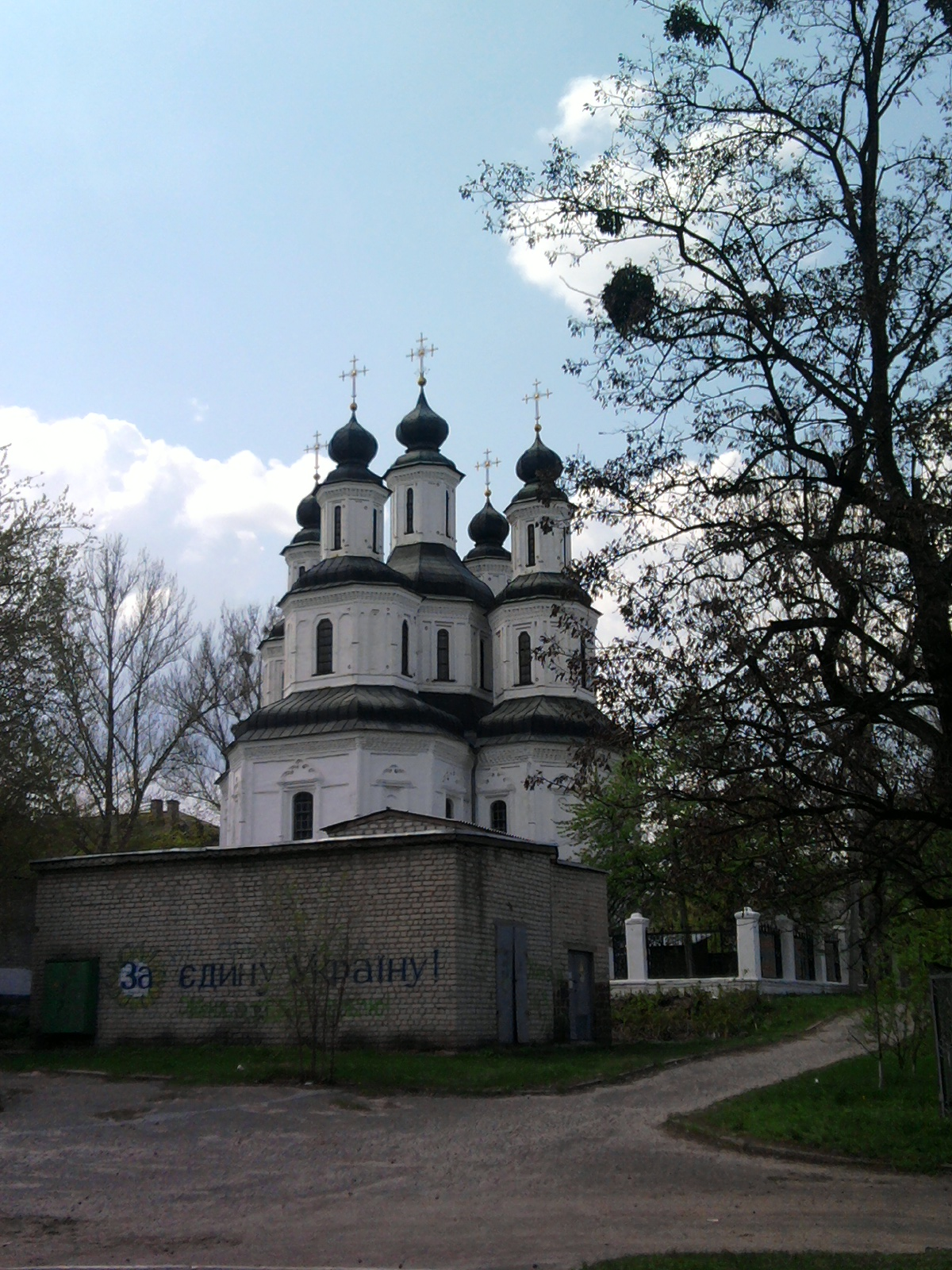
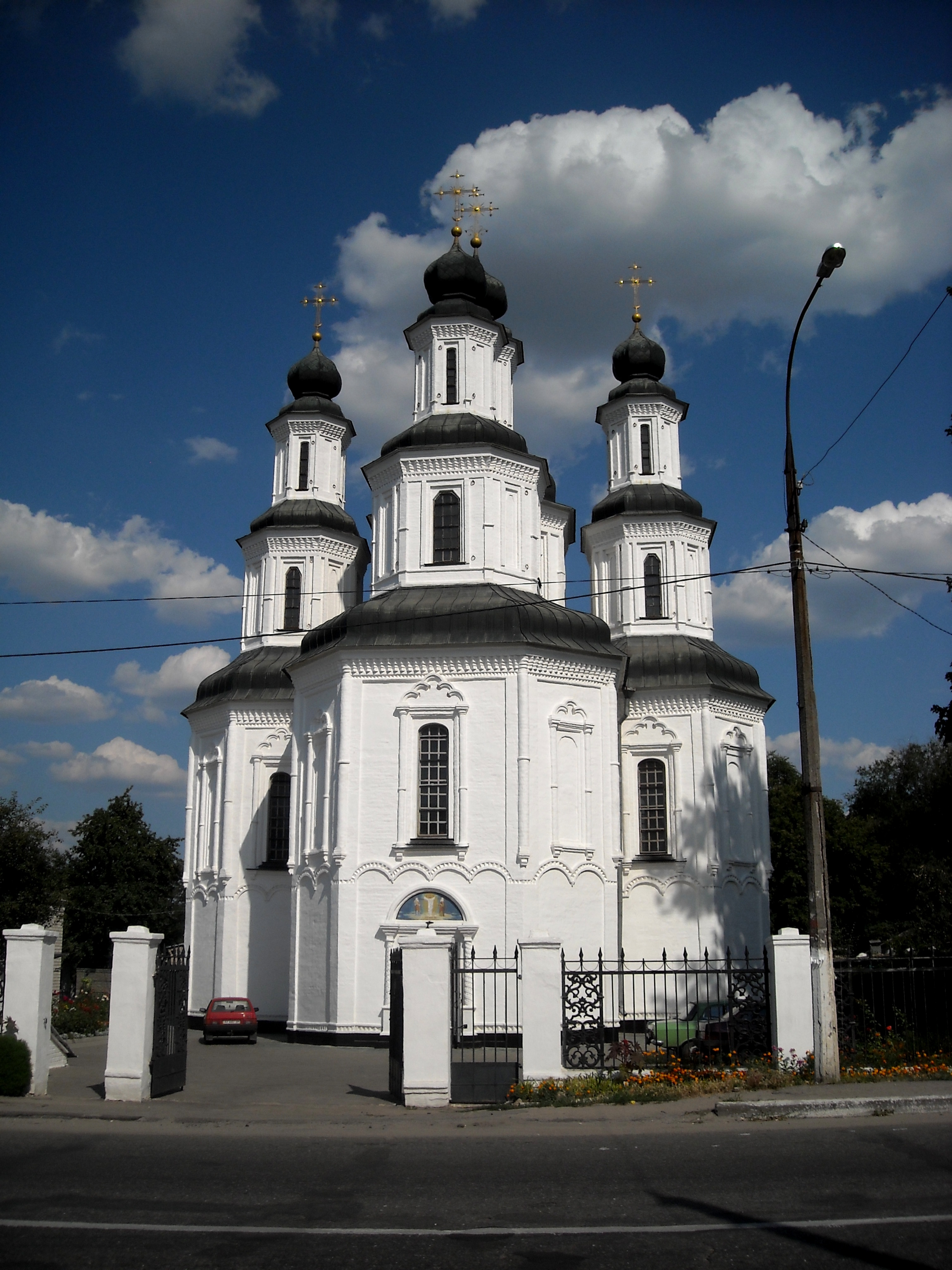
Вид зі сторони дороги
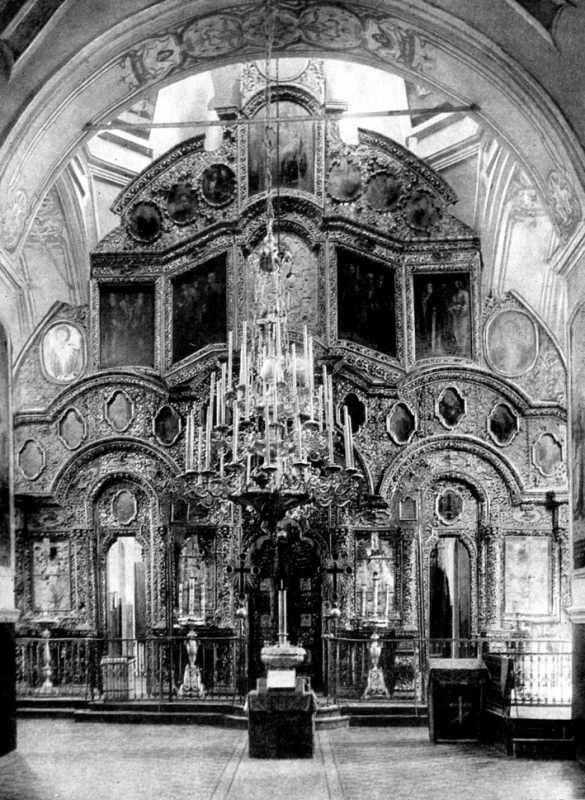
Іконостас собору, створений 1765 року та знищений у 1929-1931 роках
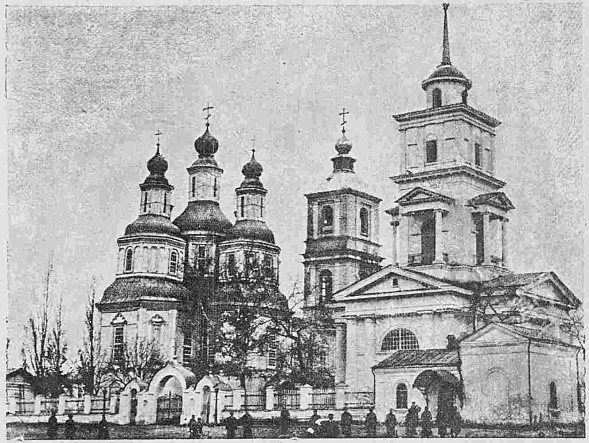
Собор у 1897 році, до перебудови у 1902-1903 роках
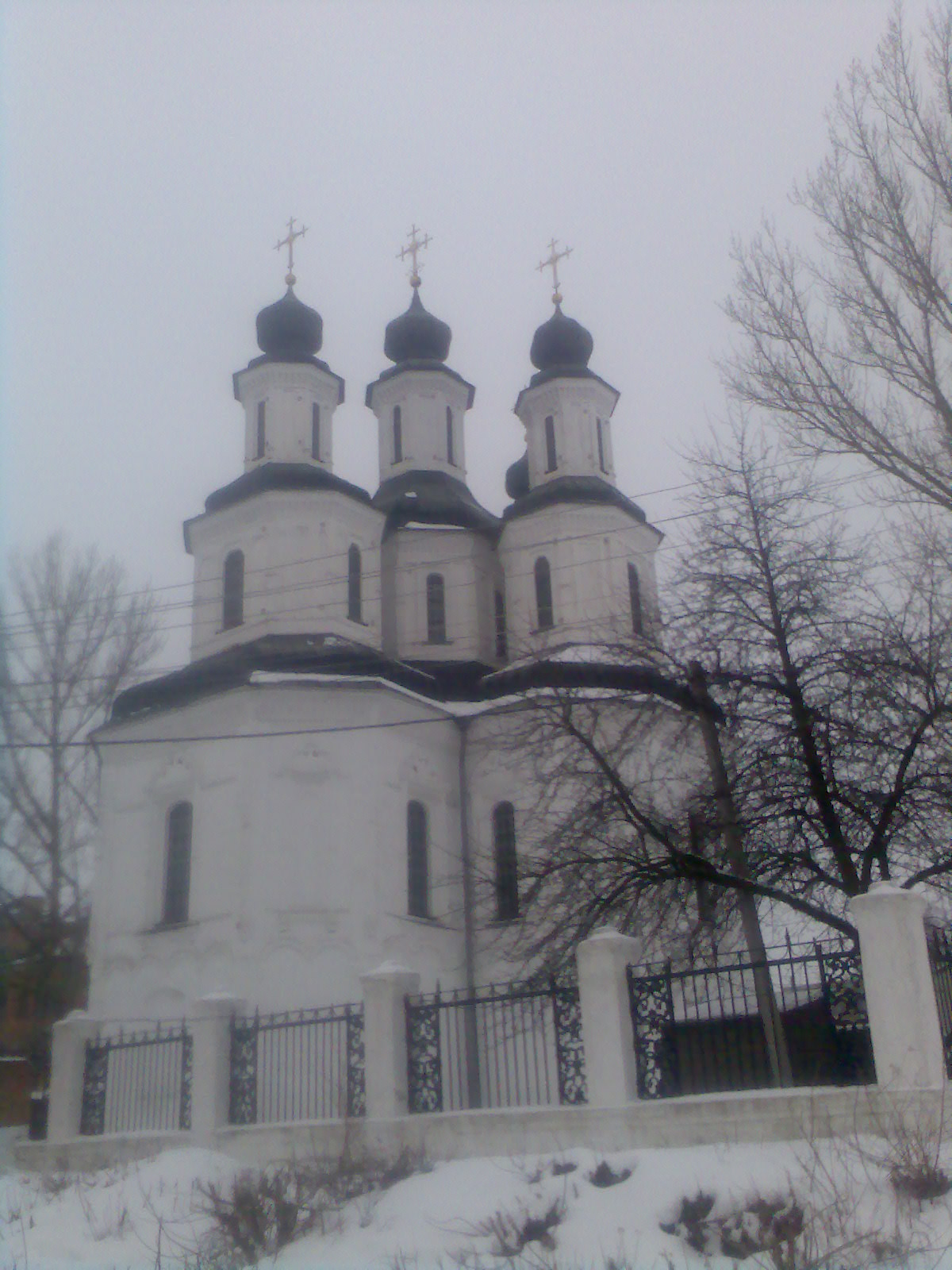
Вигляд ззаду